# Tetranychus bambusicola
Tetranychus bambusicola är en spindeldjursart som beskrevs av Ehara 1988. Tetranychus bambusicola ingår i släktet Tetranychus och familjen Tetranychidae. Inga underarter finns listade i Catalogue of Life.